# Jerskin Fendrix
Joscelin Dent-Pooley (1995), conhecido profissionalmente como Jerskin Fendrix, é um músico britânico. Ele é frequentemente associado à cena musical em torno do pub The Windmill em Brixton, ao lado de bandas como Black Midi e Black Country, New Road.

## Carreira
Fendrick, nascido Joscelin Dent-Pooley, cresceu em Shropshire e frequentou a Universidade de Cambridge.
Em 2018, escreveu a partitura para uma performance da peça Ubu Roi de Alfred Jarry no Victoria and Albert Museum. Em dezembro de 2018, ele colaborou com Black Midi na música "Ice Cream", que apareceu em uma compilação beneficente de Natal, criada por músicos de Brixton. Em 2020, lançou o álbum Winterreise, aclamado pela crítica. Sua trilha sonora para Poor Things ganhou o prêmio Georges Delerue de 2023 de melhor trilha sonora/design de som durante a 50ª edição do Festival de Cinema de Gante e posteriormente recebeu uma indicação de melhor trilha sonora no Oscar 2024.

## Estilo musical
The Quietus descreveu o estilo de Fendrix como 'electro punk' e 'pop ultramoderno'. Ele canta com voz de barítono e se comparou a Nick Cave e Lou Reed.

## Prêmios e indicações
| Prêmio                                        | Ano  | Categoria            | Trabalho    | Resultado | Ref.          |
| --------------------------------------------- | ---- | -------------------- | ----------- | --------- | ------------- |
| Oscar                                         | 2024 | Melhor trilha sonora | Poor Things | Pendente  | [ 15 ]        |
| Prêmio Astra de Cinema e Artes Criativas      | 2024 | Melhor trilha sonora | Poor Things | Indicado  | [ 16 ]        |
| Associação de Críticos de Cinema de Chicago   | 2023 | Melhor trilha sonora | Poor Things | Indicado  | [ 17 ]        |
| Festival de Cinema de Gante                   | 2023 | Melhor trilha sonora | Poor Things | Venceu    | [ 18 ]        |
| Globo de Ouro                                 | 2024 | Melhor trilha sonora | Poor Things | Indicado  | [ 19 ] [ 20 ] |
| Washington D.C. Area Film Critics Association | 2023 | Melhor trilha sonora | Poor Things | Indicado  | [ 21 ] [ 22 ] |